# Epiplema excludaria
Epiplema excludaria är en fjärilsart som beskrevs av Heinrich Benno Möschler 1890. Epiplema excludaria ingår i släktet Epiplema och familjen Uraniidae. Inga underarter finns listade i Catalogue of Life.